# Yūki Furukawa
 (décembre 2021).
Si vous disposez d'ouvrages ou d'articles de référence ou si vous connaissez des sites web de qualité traitant du thème abordé ici, merci de compléter l'article en donnant les références utiles à sa vérifiabilité et en les liant à la section « Notes et références ».
Pour les articles homonymes, voir Furukawa.
Yūki Furukawa (古川雄輝, Furukawa Yūki), né le 18 décembre 1987, est un acteur japonais, un top modèle, un danseur de Breakdance et un guitariste. Il a gagné en popularité sous le nom de Naoki Irie dans la série télévisée 2013 « Mischievous Kiss : Love in Tokyo » 1 et 2.

## Biographie
À l’âge de sept ans, il a déménagé au Canada, avec sa famille. Il a déménagé à New York à l’âge de seize ans pendant ses années de lycée et est retourné au Japon pour étudier l’ingénierie à l’université Keio.
En 2009, il est élu « Mr. Keio » pour sa beauté.
En 2010 il reçoit le prix spécial du jury « 50e anniversaire de l'audition d'acteur d'Horipro » pour ses talents d'acteur, ses compétences en anglais étant hautement appréciées. Il débuta en 2011 au sein de l'agence Horipro.

## Filmographie
- Torihada : The movie (2011)
- Men's Egg Drummers (2011)
- Highschool Debut (2011)
- Boku dake ga Inai Machi - Erased (Netflix, 2017)
- Itazura na Kiss - Love in Tokyo (2013)
- Itazura na Kiss 2 - Love in Okinawa (2014)
- Bitter Sugar (2011)
- 99 days with the Superstar (2011)
- Asuko March (2011)